# Fuentenovilla
Fuentenovilla – gmina w Hiszpanii, w prowincji Guadalajara, w Kastylii-La Mancha, o powierzchni 37,34 km². W 2011 roku gmina liczyła 634 mieszkańców.